# Eduardo Camavinga
Eduardo Celmi Camavinga (født 10. november 2002) er en fransk professionel fodboldspiller, som spiller for La Liga-klubben Real Madrid og Frankrigs landshold.

## Klubkarriere

### Stade Rennais
Camavinga kom igennem Stade Rennais' ungdomsakademi. Han fik sin førsteholdsdebut den 6. april 2019, og i en alder af 16 år og 6 måneder blev han hermed den yngste spiller til at spille for klubbens førstehold nogensinde. Han etablerede sig herefter hurtigt som en fast mand på holdet.

### Real Madrid
Camavinga skiftede i august 2021 til Real Madrid.

## Landsholdskarriere

### Ungdomslandshold
Camavinga har repræsenteret Frankrig på U/21-niveau.

### Seniorlandshold
Camavinga debuterede for Frankrigs landshold den 8. september 2020, og i en alder af 17 år, 9 måneder og 29 dage blev han hermed den yngste spiller for det franske landshold siden 1914.

## Privat
Camavinga blev født i en flygtningelejr i Cabinda, Angola til en familie fra Congo-Brazzaville. Han flyttede med sin familie til Frankrig da han var 2 år gammel.

## Titler
Real Madrid
- La Liga: 2 (2021-22, 2023-24)
- Copa del Rey: 1 (2022-23)
- Supercopa de España: 2 (2021-22, 2023-24)
- UEFA Champions League: 2 (2021-22, 2023-24)
- UEFA Super Cup: 1 (2022)
- FIFA Club World Cup 1 (2022)